# Тікума (крейсер)

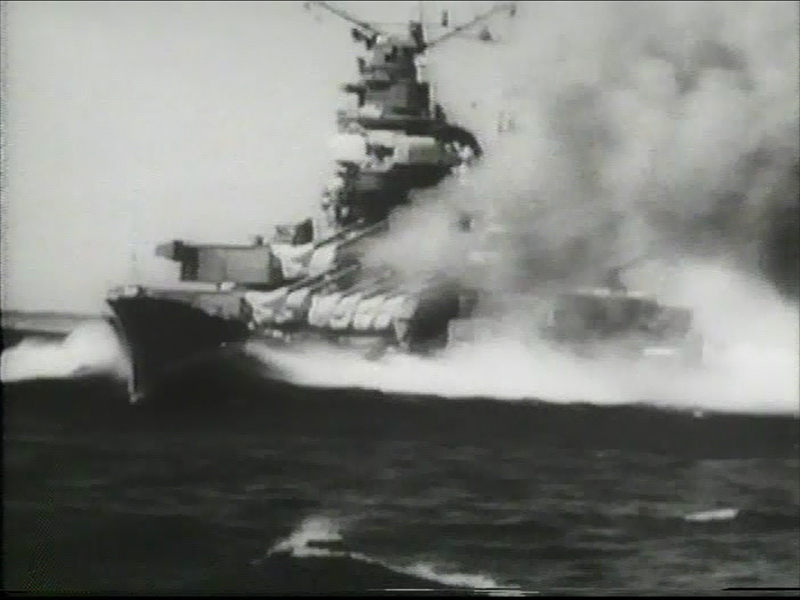
Тікума веде вогонь під час навчань у 1940 році

Тікума (Chikuma, яп. 筑摩) — важкий крейсер Імперського флоту Японії, який взяв участь у Другій світовій війні.
Корабель, який належав до крейсерів типу «Тоне», спорудили у 1939 році на корабельні компанії Mitsubishi в Нагасакі. Основною особливістю цього типу кораблів було те, що всі чотири башти головного калібру зібрали в носовій частині, а в кормовій розташували ангар для 6 літаків та 2 катапульт. Отже, крейсери типу «Тоне» призначались для активного ведення розвідки (а також протичовнового захисту своїх з'єднань).
Станом на осінь 1941-го Тікума належав до 8-ї дивізії крейсерів. Відповідно до складеного японським командуванням плану, цей підрозділ мав супроводжувати ударне авіаносне з'єднання («Кідо Бутай»), а тому 26 листопада полишив Ітуруп (Курильські острови) в межах операції проти Перл-Гарбору. Тікума належав до загону підтримки адмірала Мікави, який також включав 2 лінкори та ще один важкий крейсер із 8-ї дивізії. За три години до початку атаки на Перл-Гарбор Тікума запустив свій гідролітак, який провів розвідку головної бази Тихоокеанського флоту США. Надалі крейсер запустив ще два гідролітаки, які разом з апаратами іншого крейсера 8-ї дивізії та лінкорів узялись за патрулювання навколо з'єднання.
На зворотному шляху обидва крейсери 8-ї дивізії та два авіаносці відділились і попрямували для підтримки операції проти острова Вейк, який лежить на крайньому північному сході Мікронезії. Перша спроба атаки на цей пункт, здійснена силами Четвертого флоту, неочікувано завершилась провалом та загибеллю двох есмінців. Тепер японці спрямували проти Вейка набагато більше угруповання, яке атакувало 23 грудня 1941-го та примусило гарнізон до капітуляції. В цій операції один з гідролітаків Тікума був пошкоджений зенітним вогнем та втрачений. 29 грудня крейсер прибув до Куре.
10—14 січня 1942-го Тікума здійснив перехід до атола Трук у центральній частині Каролінських островів (ще до війни тут створили потужну базу японського ВМФ, з якої до лютого 1944-го провадили операції в цілому ряді архіпелагів). Метою походу була участь в операціях з'єднання з 4 авіаносців та 2 лінкорів, які мали підтримати вторгнення до архіпелагу Бісмарка. 17 січня з'єднання полишило Трук та попрямувало на південь, завдавши 20 січня авіаудар по Рабаулу на острові Нова Британія (після швидкого захоплення японським десантом тут створять головну передову базу, з якої наступні два роки провадитимуться операції на Соломонових островах та сході Нової Гвінеї). Далі авіаносці «Сьокаку» та «Дзуйкаку» відділились та в супроводі Тікума і чотирьох есмінців попрямували завдати удар по Лае та Саламауа на Новій Гвінеї (у глибині затоки Хуон, яка розділяє півострови Хуон та Папуа), який відбувся 21 січня. 23 січня авіаносці прикривали успішну висадку в Рабаулі, а 24 числа гідролітаки з Тікума здійснили атаку на острови Адміралтейства (втім, фактично тут були відсутні якісь підрозділи союзників). 29 січня Тікума повернувся на Трук.
1 лютого 1942-го Тікума разом з іншим важким крейсером та двома лінкорами вийшов для підтримки трьох авіаносців (один напередодні відбув у Японію по нові літаки), які безуспішно спробували наздогнати американську авіаносну групу, що 1 лютого завдала удару по Маршаллових островах. Після цього з'єднання попрямувало на Палау (важлива база на заході Каролінських островів), куди прибуло 8 лютого (при цьому на переході ще один авіаносець відокремився та рушив до Японії).
15 лютого 1942-го Тікума й інший важкий крейсер вийшли з Палау для супроводу 4 авіаносців (ще в січні 2 кораблі цього класу прибули на Палау з Японії) в їхньому рейді на австралійський Порт-Дарвін. 19 лютого літаки провели атаку, а 21 лютого загін прибув до затоки Старінг-Бей (північно-східний півострів острова Целебес).
25 лютого 1942-го Тікума та інший крейсер дивізії вийшли зі Старінг-Бей разом з авіаносцями, які мали підтримати вторгнення на головний острів Нідерландської Ост-Індії Яву. Японські кораблі рушили в Індійський океан, мавши, зокрема, завдання перехоплювати кораблі та судна, що покидатимуть Яву. 1 березня літак з Тікума виявив нідерландське судно Modjokerto, яке намагалось пройти з Чілачапу до Австралії, після чого два есмінці потопили його. Тієї ж доби крейсер узяв участь у бою з американським есмінцем USS Edsdall. Саме Тікума першим відкрив вогонь по ворожому кораблю з великої відстані, невдовзі до нього приєднались лінкор та інший важкий крейсер, а потім американський есмінець атакували кілька десятків літаків. За півтори години після початку бою USS Edsdall затонув, а Тікума підібрав кілька вцілілих. 4 березня Тікума разом з есмінцем «Уракадзе» добили нідерландське судно «Enggano (5412 GRT)», який за три доби до того був атакований літаком з важкого крейсера «Такао» та полишений екіпажем. 5 березня літаки з Тікума взяли участь в ударі по порту Чілачап (південне узбережжя Яви), головну роль у якому відігравала авіаносна операція. 11 лютого авіаносці та їхній ескорт повернулись до Старінг-Бей.
26 березня 1942-го Тікума попрямував зі Старінг-Бей для охорони ударного з'єднання, що вийшло у великий рейд до Індійського океану та включало 5 авіаносців і 4 лінкори (а також ще один крейсер 8-ї дивізії). 9 квітня японські авіаносці провели останній великий бій цієї операції і невдовзі з'єднання попрямувало до Японії для відновлювального ремонту ряду основних кораблів. 23 квітня Тікума досягнув Майдзуру (обернене до Японського моря узбережжя острова Хонсю), де став на нетривалий доковий ремонт.
27 травня 1942-го Тікума разом з іншим крейсером 8-ї дивізії полишив Японію у складі авіаносного ударного з'єднання, що рушило для операції проти атола Мідвей. 4 червня з'єднання зазнало нищівної поразки в битві при Мідвеї. Вранці того дня літак з Тікума виявив американський авіаносець USS Yorktown, що дозволило організувати атаку проти нього. Інші літаки з Тікума супроводжували Yorktown аж до ночі. Того дня один з гідролітаків крейсера був збитий американським літаком. 5 червня літак з Тікума знову виявив USS Yorktown, який був важко пошкоджений та прямував на буксирі, що дозволило підводному човну I-168 віднайти та потопити ворожий авіаносець. 6 червня Тікума та інший крейсер 8-ї дивізії спрямували для підсилення угруповання, яке провадило операцію на Алеутських островах (за єдиним планом із нападом на Мідвей японці зайняли тут два острови). За час цього походу японським кораблям так і не довелось вступити в бій, а 24 червня Тікума прибув до Омінато (важлива база ВМФ на північному завершенні острова Хонсю).

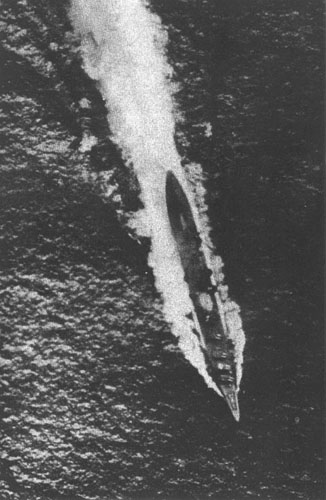
Тікума одразу після влучання бомби в бою біля островів Санта-Круз, 26 жовтня 1942

28 червня 1942-го Тікума вийшов з Омінато у складі великого з'єднання адмірала Какуто, яке включало 1 важкий та 1 легкий авіаносці та 3 важкі крейсери. Завданням загону було прикриття доставки підкріплень на Киску (один із зайнятих на Алеутах островів) та протидія можливій американській контратаці. 12 липня Тікума завершив похід у Куре. Після цього до початку серпня крейсер проходив ремонт у Майдзуру.
Тим часом 7 серпня 1942-го союзники висадились на сході Соломонових островів, що започаткувало шестимісячну битву за Гуадалканал та змусило японське командування спрямовувати в регіон підкріплення. Як наслідок, 16 серпня Тікума рушив з Японії у складі великого загону надводних кораблів (включав 2 авіаносці, 1 легкий авіаносець, 2 лінкори і 2 важкі крейсери). Первісно планувалось, що з'єднання зайде на Трук (головна база японського ВМФ у Океанії, розташована в центральній частині Каролінських островів), проте японське командування вирішило пришвидшити операцію з проведення конвою з військами на Гуадалканал та 21 серпня наказало йти одразу в напрямку Соломонових островів (при цьому загін дозаправився від двох танкерів, що вийшли з Труку). 24 серпня відбулась битва авіаносних з'єднань при східних Соломонових островах, при цьому в якийсь момент літаки з Тікума знайшли розташування ворожих сил (після чого один з них був збитий), проте їх повідомлення не було передане групі літаків, що вилетіли з метою пошуку та атаки американських авіаносців. За півгодини по тому літак з Тікума знову повідомив про виявлення авіаносця, що дозволило організувати повітряну атаку. 5 вересня японські сили повернулись на Трук.
9 вересня 1942-го Тікума вийшов з Труку для супроводу авіаносного з'єднання, яке також включало 2 лінкори та 3 важкі крейсери. Разом з іншим з'єднанням із 2 лінкорів та 5 важких крейсерів воно мало патрулювати північніше від Соломонових островів у межах підтримки операцій на Гуадалканалі. Втім, цього разу до якогось зіткнення з супротивником не дійшло й 23 вересня японські сили повернулись на Трук.
11 жовтня 1942-го з Труку знову вийшло кілька з'єднань японського флота, які розпочали патрулювання північніше від Соломонових островів у межах підтримки операцій на Гуадалканалі (обстріл аеродрому Гендерсон-Філд, проведення 1-го штурмового конвою до Тассафаронга). Тікума входив до загону адмірала Абе, який мав 2 лінкори та 3 важкі крейсери. В останній декаді жовтня відбулась битва біля островів Санта-Круз, під час якої все вирішила дуель авіаносців, а надводні сили так і не вступили у бій. При цьому Тікума також був атакований літаками та уражений трьома бомбами, одна з яких поцілила передній торпедний відсік. Особливо важких наслідків вдалось уникнути шляхом відстрілу торпед, але на кораблі загинуло 190 осіб. Після цього Тікума в супроводі есмінця попрямував на Трук, куди прибув 29 жовтня (основна частина загону Абе повернулася сюди 30 жовтня). На Труці Тікума кілька діб проходив аварійне відновлення за допомогою ремонтного судна «Акасі», а 2—7 листопада у складі значного загону пройшов до Куре, де став на повноцінний ремонт, що тривав до кінця лютого 1943-го. Під час останнього на Тікума додатково встановили дві спарені установки 25-мм зенітних автоматів.
22—27 березня 1943-го Тікума разом з іншим крейсером 8-ї дивізії пройшов з Японії на Трук. На той час битва за Гуадалканал вже завершилась і інтенсивність бойових дій у регіоні значно знизилась. Майже два місяці Тікума перебував на Труці, а 17—22 травня у складі великого загону пройшов звідси до Йокосуки. Це зумовила операція американців проти острова Атту (один з двох зайнятих японцями на Алеутах у червні 1942-го), після початку якої японське командування розпочало збирати сили для контратаки. Втім, наприкінці травня спротив гарнізону Атту добіг завершення, а японці так і не встигли розпочати свою операцію. 
30 червня 1943-го союзники висадились на острові Нью-Джорджія в центральній частині Соломонових островів, що започаткувало тримісячну битву. Як наслідок, Тікума прийняв на борт війська та 9 липня вийшов з Японії у складі великого загону (3 авіаносці, 1 ескортний авіаносець, 1 гідроавіаносець, 3 важкі крейсери). Під час переходу японське з'єднання тричі зустрічало ворожі підводні човни та один раз було атаковане (невдалий торпедний залп по авіаносцю «Дзуйхо»), проте 15 липня успішно дісталось до атола Трук. 19—21 липня Тікума та ще 2 важкі крейсери (а також 2 легкі крейсери, гідроавіаносець та 5 есмінців) пройшли з Труку до Рабаулу, проте не з метою проведення бойової операції, а доправляючи туди війська. 24—26 липня майже весь цей загін (і Тікума у тому числі) повернувся на Трук.
У середині вересня 1943-го американське авіаносне з'єднання здійснило рейд проти зайнятих японцями островів Гілберта (лежать південніше від Маршаллових островів). У відповідь 18 вересня з Труку на схід вийшли значні сили (2 авіаносці, 2 лінкори, 7 важких крейсерів та інші кораблі), до яких належав і Тікума. Японці попрямували до атола Еніветок (крайній північний захід Маршаллових островів), проте у підсумку так і не вступили у контакт із союзними силами та 25 вересня повернулись на базу.

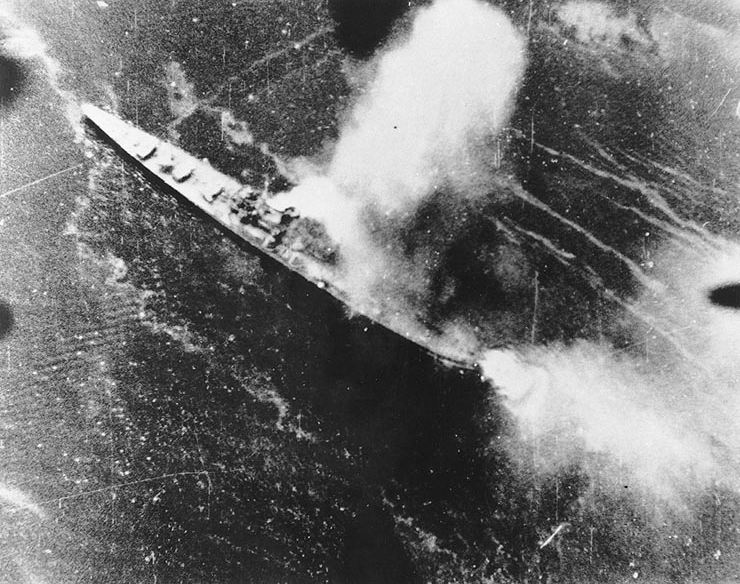
5 листопада 1943, Тоне у Рабаулі під атакою американської авіації

На початку жовтня 1943-го американське авіаносне з'єднання завдало удару по острову Вейк (північніше від Маршаллових островів) без жодної суттєвої реакції з боку ворожого флоту. Зате через кілька тижнів японці на основі радіоперехоплення вирішили, що готується нова атака на Вейк, і 17 жовтня вислали з Труку до Еніветоку головні сили (3 авіаносці, 6 лінкорів, 8 важких крейсерів та інші кораблі), разом з якими прямував і Тікума. Цей флот кілька діб безрезультатно очікував ворога, при цьому 23 жовтня Тікума виходив у район на південний захід від Уейка. У підсумку 26 жовтня японці повернулись на Трук.
1 листопада 1943-го союзники здійснили висадку на острові Бугенвіль, лише за чотири сотні кілометрів на південний схід від Рабаула. З останнього в межах контрзаходів вийшов загін, найбільшими кораблями якого були два важкі крейсери, проте в ніч проти 2 листопада він зазнав поразки в бою у затоці Імператриці Августи. Готуючись до нової контратаки, японське командування 3 листопада вислало з Труку до Рабаулу одразу сім важких крейсерів, і серед них Тікума. 5 листопада шість крейсерів досягнули пункту призначення (сьомий перенаправили для допомоги пошкодженим танкерам), проте цього ж дня Рабаул уперше став ціллю для американського авіаносного угруповання. Унаслідок атаки одразу 5 важких крейсерів дістали пошкодження, що фактично остаточно нейтралізувало загрозу для сил вторгнення на Бугенвіль (хоча японське командування помилково вважало, що ворожі сили істотно послаблені внаслідок бою 2 листопада). Неподалік від Тікума вибухнула бомба, що вивело з ладу один торпедний апарат та призвело до певного надходження води в корпус. Того ж вечора Тікума покинув Рабаул та 7 листопада прибув на Трук.
20 листопада 1943-го американці розпочали операцію з оволодіння островами Гілберта. Хоча японці в підсумку так і не наважились протидіяти цій операції надводними кораблями, проте того ж дня Тікума вийшов з Труку для перевезення військ на Маршаллові острови. Надалі Тікума відвідав атоли Еніветок та Кваджелейн, а 5 грудня повернувся на Трук (можливо відзначити, що дещо пізніше за Тікума до Маршаллових островів виходили ще 3 важкі крейсери, які повернулись на Трук так само 5 грудня).
7—12 грудня 1943-го Тікума пішов до Куре, де проходив ремонт до 1 лютого 1944-го. Також крейсер замість двох спарених 25-мм зенітних автоматів отримав чотири строєні (що довело загальну кількість стволів такого калібру до 20). При цьому з 1 січня 1944-го 8-му дивізію розформували, а її кораблі включили до 7-ї дивізії крейсерів.
6—13 лютого 1944-го Тікума разом з авіаносцем і легким крейсером пройшли з Японії до Сінгапуру, після чого Тікума залишився в цьому районі на якірній стоянці Лінгга (невдовзі сюди прибули головні сили флоту — на той час дії підводних човнів на комунікаціях вкрай ускладнили доставку палива до Японії, що призвело до рішення базувати їх поблизу від районів нафтовидобутку). 27 лютого Тікума разом з двома іншими важкими крейсерами вирушили в рейд до Індійського океану для дій на комунікації між Аденом та австралійським Фрімантлом. 1 березня загін під прикриттям 2 легких крейсерів та 3 есмінців пройшов через Зондську протоку між Суматрою та Явою, після чого важкі крейсери самостійно попрямували у відкритий океан. Їхній ескорт повернувся до Індонезії, зокрема легкі крейсери обійшли Яву з півночі та прибули в район протоки Ломбок (веде до Індійського океану на схід від Яви). Тут їх виявив американський підводний човен, що дало командуванню союзників підстави припустити, що якісь японські кораблі вийшли для дій у океані (прохід загону 1 березня через Зондську протоку виявився непоміченим союзниками). Як наслідок, за кілька днів видали наказ усім судам у районі можливого японського рейду змістити маршрути на південь та захід, так що в підсумку рейдерам (точніше — крейсеру «Тоне») вдалось потопити лише один транспорт. 15 березня 2 легкі крейсери та 5 есмінців зустріли загін Тікума та провели його через Зондську протоку у зворотному напрямку. Спершу кораблі прибули до Батавії (наразі Джакарта), а потім перейшли до Сінгапура.
1—4 квітня 1944-го Тікума разом зі ще одним важким крейсером здійснили рейс для доставки військ з Сінгапуру на острови Тенга та Сумбава (на схід від Яви).
11—14 травня 1944-го Тікума пройшов з Лінгга до Таві-Таві (у філіппінському архіпелазі Сулу поряд з нафтовидобувними районами острова Борнео). На той час японське командування очікувало швидкої ворожої атаки на головний оборонний периметр імперії, що після відходу з Труку проходив через Маріанські острови, Палау та захід Нової Гвінеї, а тому перевело флот ближче до цих районів.

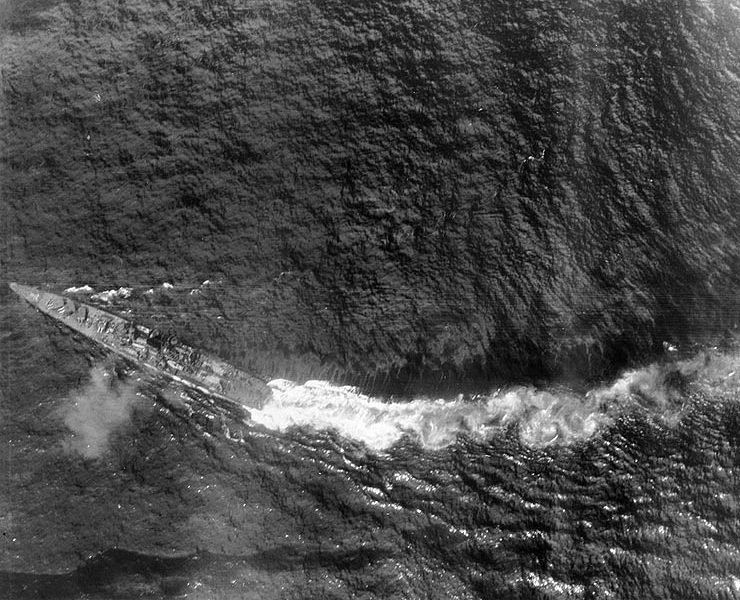
25 жовтня 1944, Тікума під час битви біля острова Самар, кормова частина крейсера вже важко пошкоджена торпедою, проте він ще й далі рухається

10—12 червня 1944-го Тікума разом з двома найпотужнішими японськими лінкорами пройшов з Таві-Таві до острова Бачан (біля південно-західного завершення значно більшого острова Хальмахера). Це відбувалось в межах операцій по протидії вторгнення на острів Біак (біля північно-західного узбережжя Нової Гвінеї), де ворожий десант висадився наприкінці травня. Втім, того ж 12 червня 1944-го американці розпочали операцію з оволодіння Маріанськими островами, які розглядались японським командуванням як складова частина основного оборонного периметра імперії. Головні сили японського флоту вийшли для контратаки, причому кораблі з Бачану після переходу 13—16 червня приєднались до основного з'єднання і Тікума увійшов до загону «С» адмірала Куріти. У битві 19—20 червня у Філіппінському морі японці зазнали важкої поразки, хоча Тікума не довелося вступити в бій. 22 червня Тікума прибув на Окінаву, а 24 червня вже був у Внутрішньому Японському морі.
8—16 липня 1944-го Тікума разом з головними силами флоту пройшов із Куре в район Сінгапура, де залишався наступні кілька місяців.
18 жовтня 1944-го головні сили японського флоту полишили Лінгга для підготовки до протидії неминучій ворожій атаці на Філіппіни. Вони пройшли через Бруней, після чого розділились на два з'єднання. Тікума увійшов до ескорту головних сил адмірала Куріти, які 24 жовтня під час прямування через море Сібуян (внутрішня частина Філіппінського архіпелагу на південь від острова Лусон) стали ціллю для потужних ударів американської авіації. Втім, в цьому бою Тікума не постраждав.
Далі з'єднання Куріта вийшло до Тихого океану і 25 жовтня 1944-го провело бій біля острова Самар з групою ескортних авіаносців. У якийсь момент Тікума був поцілений авіаторпедою, що спершу вивело з ладу один гвинт, а за кілька хвилин крейсер повністю втратив хід. Надалі Тікума зміг відновити рух, проте корабель мав проблеми з кермуванням. Дещо більше ніж за дві години після першого влучання Тікума поцілили ще двома авіаторпедами, скинутими літаками з авіаносця USS Kitkun Bay. Корабель знову втратив хід. Ще через три години літаки з авіаносця USS Omanney Bay уразили Тікума трьома торпедами, і за 15 хвилин крейсер затонув.
Есмінець «Новакі» зміг підібрати 120 вцілілих та відбув на північ услід за залишками з'єднання Куріти. Втім, есмінець не встиг досягнути протоки Сан-Бернардіно, що веде у внутрішні моря Філіппін, до того, як сюди підійдуть американські кораблі. «Новакі» був уражений артилерійським вогнем американських крейсерів, а потім добитий торпедами есмінця USS Owen. Корабель загинув разом з усім екіпажем, так само не вцілів жоден моряк, знятий ним з «Тікуми». У підсумку єдиним вцілілим з екіпажу «Тікуми» став моряк, якого через три доби підібрали американці.